# 7 (álbum de David Guetta)
7 é o sétimo álbum de estúdio do DJ e produtor francês David Guetta, lançado no dia 14 de setembro de 2018, através da What A Music, Parlophone Records e Warner Music. Lançado como um álbum duplo, a coleção apresenta colaborações pop comerciais no primeiro disco, enquanto o disco dois apresenta house music underground semelhante às raízes iniciais de Guetta como DJ. Este último é creditado a Jack Back, que Guetta revelou ser seu pseudônimo e como um meio de lançar mais dance music ao lado de suas colaborações pop. Este lado do álbum é conhecido como Jack Back Project e também foi lançado de forma independente como uma mixtape intitulada Jack Back Mixtape, precedido pelo lançamento da música "Overtone".
No dia 7 , Guetta se reencontra com os colaboradores frequentes Sia, Bebe Rexha, Nicki Minaj e Martin Garrix, além de se juntar aos novos colaboradores Anne-Marie,  Faouzia, Madison Beer, Charli XCX, French Montana, J Balvin, Jason Derulo, Willy William, Saweetie, Justin Bieber, Jess Glynne, Lil Uzi Vert, G-Eazy, Mally Mall, Delilah Montagu, Ava Max, CeCe Rogers e Stefflon Don, que contribuem com os vocais para o álbum. Guetta trabalhou com uma variedade de diferentes produtores musicais e DJs no álbum, incluindo Brooks, Ralph Wegner, Albert Harvey (metade da dupla de dança Glowinthedark), Giorgio Tuinfort e a dupla de produção norueguesa Stargate, entre outros. O álbum foi precedido pelo lançamento de nove singles em 2017—2018, incluindo "2U", "Dirty Sexy Money", "Like I Do", "Flames", "Your Love", "Don't Leave Me Alone", "Goodbye", "Drive" e "Say My Name".
Após o lançamento, o álbum recebeu críticas mistas dos críticos que ficaram divididos entre a previsibilidade das colaborações de Guetta, com alguns elogiando o segundo lado do álbum, um retorno às suas raízes como DJ underground. 7 foi lançado em 28 de setembro de 2018 como CD e vinil. O álbum estreou entre os dez primeiros, incluindo na Austrália, Bélgica, França, Itália, Reino Unido e Irlanda. Nos Estados Unidos, o álbum estreou em 37º lugar na parada de álbuns da Billboard 200, embora tenha se tornado o terceiro álbum de Guetta no topo da parada Dance/Electronic Albums.

## Fundo
Juntamente com o lançamento dos singles oficiais do álbum, várias outras músicas foram lançadas durante a gravação do álbum. Em 27 de março de 2017, Guetta lançou "Light My Body Up", com colaboradores frequentes, Nicki Minaj e Lil Wayne, que alcançaram o top 20 na Finlândia e na França, mas alcançando apenas o número 64 no Reino Unido. Este foi então seguido em 28 de abril pelo lançamento de "Another Life", um lançamento colaborativo com o DJ holandês Afrojack e com os vocais da cantora e compositora Ester Dean. Em seguida, "Complicated" com Dimitri Vegas & Like Mike apresentando os vocais de Kiiara foi lançado em 28 de julho.
Em 3 de novembro, Guetta e Afrojack lançaram "Dirty Sexy Money", com Charli XCX e French Montana. No mês seguinte, Guetta e o DJ holandês Martin Garrix lançaram sua colaboração, "So Far Away", com Jamie Scott e Romy Dya. Guetta e a dupla holandesa de EDM Showtek experimentaram a música clássica dos anos 90, "Show Me Love", pela colaboração "Your Love", lançada em junho de 2018. Estas músicas, juntamente com "Mad Love", com Sean Paul e Becky G estão incluídos em alguns dos lançamentos internacionais do álbum.

## Singles
"2U" com Justin Bieber foi lançado como o primeiro single do álbum em 7 de junho de 2017. A canção atingiu o pico dos dez mais de 15 países em todo o mundo, incluindo no Reino Unido, grande parte da Europa, Austrália e Nova Zelândia. Este foi sucedido por "Dirty Sexy Money", com Afrojack e com os vocais de Charli XCX e French Montana. Guetta descreveu a colaboração como o tipo de música "que ele sempre quis fazer". "Dirty Sexy Money" alcançou o top 30 na França, top-quarenta no Reino Unido e top dez em muitas paradas de dança.
"Like I Do" foi lançado em conjunto com Martin Garrix e Brooks em 22 de fevereiro de 2018. Sendo sucedido pelos singles "Flames", com Sia, em 22 de março, e "Don't Leave Me Alone", com Anne-Marie, em 27 de julho.
Em 24 de agosto de 2018, Guetta lançou simultaneamente mais dois singles do álbum, "Goodbye" com Jason Derulo, Nicki Minaj e Willy William, e "Drive", uma colaboração com o DJ sul-africano Black Coffee e com vocais de Delilah Montagu. Ambas as canções estrearam na Billboard Dance/Electronic Songs nos números 12 e 31 respectivamente, fazendo de Guetta o artista com mais entradas na parada desde sua criação, elevando seu total para 34.
"Say My Name" com Bebe Rexha e J Balvin foi lançado como o oitavo single do álbum em 26 de outubro de 2018.

### Singles promocionais
A faixa de EDM "Overtone" foi lançada como um single promocional via Beatport em 20 de agosto de 2018.

## Desempenho comercial
7 estreou no número 37 na Billboard 200 dos Estados Unidos com 15.000 unidades equivalentes a álbuns, que incluíram 3.000 vendas de álbuns puros. É o terceiro número um de David Guetta na parada Dance/Electronic Albums dos Estados Unidos.

## Lista de faixas
| Edição padrão / Edição física, disco 1 |                                                             | |                                                    |         |  |
| N.º                                    | Título                                                      | Compositor(es) | Produtor(es)                                       | Duração |  |
| 1.                                     | "Don't Leave Me Alone" (com Anne-Marie)                     | David Guetta Linus "Lotus IV" Wiklund Jonnali Parmenius Sarah Aarons | Guetta Lotus IV Albert Harvey ↑[b]                 | 3:03    |  |
| 2.                                     | "Battle" (com Faouzia)                                      | Guetta Giorgio Tuinfort Benjamin Levin Justin Tranter Mikkel Eriksen Tor Hermansen | Guetta Tuinfort Benny Blanco StarGate              | 3:34    |  |
| 3.                                     | "Flames" (com Sia)                                          | Sia Furler Guetta Christopher Braide Giorgio Tuinfort Marcus van Wattum | Guetta Tuinfort van Wattum ↑[b] Braide ↑[c]        | 3:15    |  |
| 4.                                     | "Blame It on Love" (com Madison Beer)                       | Guetta Nicholas van de Wall Ina Wroldsen Nicholas Seeley Simon Wilcox Madison Beer | Guetta Afrojack                                    | 4:11    |  |
| 5.                                     | "Say My Name" (com Bebe Rexha e J Balvin)                   | Guetta José Balvin Tuinfort Boaz van der Beatz Alejandro Ramirez Thomas Troelsen Emily Warren Britt Burton Philip Leigh Matt Holmes | Guetta Tuinfort Tainy Sky                          | 3:01    |  |
| 6.                                     | "Goodbye" (com Jason Derulo, Nicki Minaj e Willy William)   | Guetta David Saint Fleur Jason Desreauleaux Arthur "Art Beatz" Esa Curtis Gray DJ Paulito Francesco Santori Franck Peterson Jean-Michael Sissoko Jazelle "Jvzel" Rodriguez Kinda Ingrosso Lucio Quarantotto Onika Maraj Philip Greiss VodKa Willy Williams | Guetta Fleur Greiss Vodka Art Beatz ↑[b] Gray ↑[b] | 3:15    |  |
| 7.                                     | "I’m That Bitch" (com Saweetie)                             | Guetta Tuinfort Adam Feeney Nija Charles Diamonte Harper Navraj Goraya | Guetta Tuinfort Frank Dukes Nav                    | 2:57    |  |
| 8.                                     | "Like I Do" (com Martin Garrix e Brooks)                    | Guetta Martijn Garritsen Tuinfort Thijs Westbroek Talay Riley Giorgio Tuinfort Sean Douglas Seeley Robert "Throttle" Bergin | Guetta Martin Garrix Tuinfort Brooks               | 3:22    |  |
| 9.                                     | "2U" (com Justin Bieber)                                    | Guetta Tuinfort Jason Boyd Daniel "Cesqeaux" Tuparia Bieber | Guetta Tuinfort Poo Bear Cesqeaux ↑[b]             | 3:14    |  |
| 10.                                    | "She Knows How to Love Me" (com Jess Glynne e Stefflon Don) | Guetta Tuinfort Frederic Riesterer Seeley Jason Eviga Relph Wegner Jessica Glynne Priscilla Renea Hamilton Jonathan Reuven Rotem Teal Douville Stephanie Allen Rakim Allen Dorothy La Bostrie Joseph Lubin Richard Penniman                                | Guetta Avicii Tuinfort Riesterer Evigan            | 3:55    |  |
| 11.                                    | "Motto" (com Steve Aoki, Lil Uzi Vert, G-Eazy e Mally Mall) | Guetta Steven Aoki Tuinfort van Wattum Brittany Talia Hazzard Ilsey Juber Symere Woods Gerald Gillum | Guetta Steve Aoki Tuinfort van Wattum              | 4:08    |  |
| 12.                                    | "Drive" (com Black Coffee e Delilah Montagu)                | Guetta Nkosinathi Maphumulo Eriksen Hermansen Wegner Juber Phillip Fender | Guetta Black Coffee StarGate                       | 4:43    |  |
| 13.                                    | "Para que te quedes" (com J Balvin)                         | Guetta Tuinfort Masis Rodriguez Douglas Balvin | Guetta Tuinfort Tainy Sky                          | 2:50    |  |
| 14.                                    | "Let It Be Me" (com Ava Max)                                | Guetta Amanda Koci Henry Walter Bergling Tuinfort Riesterer van Wattum Seeley Douglas Hazzard Joren van der Voort Michael Aljadeff Suzanne Vega | Guetta Tuinfort Riesterer van Wattum               | 3:52    |  |
| 15.                                    | "Light Headed" (com Sia)                                    | Guetta Tuinfort Boris Daenen Furler Braide Eriksen Hermansen [ 18 ] | Guetta Stargate                                    | 3:31    |  |

| faixa bônus Bol.com / Reino Unido |                                                                | |                                                                 |         |  |
| N.º                               | Título                                                         | Compositor(es) | Produtor(es)                                                    | Duração |  |
| 16.                               | "Mad Love" (com Sean Paul e Becky G)                           | Sean Paul Henriques Guetta Tuinfort Emily Schwartz Shakira Ripoll Jack Patterson Rosina Russell Ina Wroldsen Raoul Chen | Guetta Tuinfort Patterson Jason Henriques Banx & Ranx 1st Klase | 3:19    |  |
| 17.                               | "Dirty Sexy Money" (com Afrojack, Charli XCX e French Montana) | Guetta van de Wall Charlotte Aitchison Alexander Guy Cook Paremenius Karim Kharbouch                                    | Guetta Afrojack Skrillex [a]                                    | 2:52    |  |
| 18.                               | "So Far Away" (com Martin Garrix, Jamie Scott e Romy Dya)      | Martijn Garritsen Guetta Tuinfort Jamie Scott Jason Boyd                                                                | Garrix Guetta Tuinfort                                          | 3:03    |  |
| 19.                               | "Your Love" (com Showtek)                                      | Guetta Wouter Janssen Sjoerd Janssen Jaap Reesema van der Voort Allen George Fred McFarlane                             | Guetta Showtek Wegner                                           | 3:05    |  |

| Disco 2 - Jack Bass |                                                                                      |                                                        |                             |         |  |
| N.º                 | Título                                                                               | Compositor(es)                                         | Produtor(es)                | Duração |  |
| 1.                  | "Reach For Me"                                                                       | Guetta                                                 | Guetta                      | 4:19    |  |
| 2.                  | "Freedom" (com CeCe Rogers)                                                          | Guetta Tuinfort CeCe Rogers                            | Guetta Tuinfort CeCe Rogers | 5:10    |  |
| 3.                  | "Grenade"                                                                            | Guetta                                                 | Guetta                      | 3:20    |  |
| 4.                  | "Inferno"                                                                            | Guetta                                                 | Guetta                      | 2:05    |  |
| 5.                  | "Overtone"                                                                           | Guetta                                                 | Guetta                      | 3:36    |  |
| 6.                  | "Back and Forth"                                                                     | Guetta                                                 | Guetta                      | 4:39    |  |
| 7.                  | "Pelican"                                                                            | Guetta Wegner Riesterer                                | Guetta Wegner Riesterer     | 2:25    |  |
| 8.                  | "Afterglow"                                                                          | Guetta                                                 | Guetta                      | 4:01    |  |
| 9.                  | "Think Think Think"                                                                  | Guetta                                                 | Guetta                      | 3:58    |  |
| 10.                 | "Orion"                                                                              | Guetta                                                 | Guetta                      | 4:58    |  |
| 11.                 | "What 2 Say"                                                                         | Guetta                                                 | Guetta                      | 6:01    |  |
| 12.                 | "Just a Little More Love" (com participação de Chris Willis) (Jack Back 2018 Remix)) | Guetta Chris Willis Jean Charles Carré Joachim Garraud | Guetta Garraud              | 4:29    |  |

Notas
- ↑[b]  significa um produtor adicional
- ↑[c]   significa um produtor vocal